# Jens Nørregaard
 For alternative betydninger, se Jens Nørregård. (Se også artikler, som begynder med Jens Nørregård)
Jens Skouboe Nørregaard (født 16. maj 1887 i Rye ved Roskilde, død 26. juli 1953 på Frederiksberg) var en dansk kirkehistoriker.
Jens Nørregaard var søn af sognepræst og provst Jacob Lauritz Nicolai Nørregaard (1844-1916) og Hansine Mathilde, født Skouboe (1849-1932). Nørregaard forblev ugift hele livet.